# 谷崎旭寿
谷崎 旭寿（たにざき きょくじゅ、1917年3月20日 - 1996年4月10日）は、日本の作家。旧名・谷崎 照久。早稲田大学文学部フランス文学科中退。

## 略歴
熊本県玉名郡南関町生まれ。1960年頃までは谷崎 照久の名前で活動した。
1955年「箱」で直木賞候補となり、1974年熊本日日新聞文学賞を受賞した。

## 著書
- 萩の花 新人物往来社（1973年）
- 肥後の虎 新人物往来社（1974年）
- 翻意 新人物往来社（1976年）
- 咸陽燃ゆ 秦帝国の興亡 新人物往来社（1980年9月） 「秦帝国の興亡」旺文社文庫
- 楚漢春秋 項羽と劉邦 新人物往来社（1981年3月） 「項羽と劉邦の決戦」旺文社文庫
- 漢帝国 新人物往来社（1981年6月） 「漢帝国の登場」旺文社文庫
- 三国志 1-4 新人物往来社（1983年 - 1984年）
- 褒姒が笑った 史記・三国志の人びと 新人物往来社（1983年5月）
- 楚・呉・越春秋 春秋・戦国の譜三部作 新人物往来社（1985年8月）
- 小説孔子 新人物往来社（1988年5月）
- 真史・ジンギス汗 新人物往来社（1989年4月）
- 覚兵衛物語 新人物往来社（1991年7月）

## 参考
- 直木賞のすべて